# К-102
К-102 (Б-121, заводской номер — 805) — советская стратегическая дизель-электрическая подводная лодка проекта 629.

## Проект 605
Проект 605 был разработан в 1968—1969 годах. Основным отличием от базового проекта являлось установка ракетного комплекса Д-5 вместо Д-2. Главным конструктором был назначен Владимир Владимирович Борисов, его заместителями — Л. В. Чернопятов и Д. Ф. Ошеров.
Для переоборудования была выделена подводная лодка К-102. Переоборудование велось в запущенном перед этим в эксплуатацию цехе № 10 предприятия «Звёздочка».
Вместо четвёртого ракетного отсека в корпус подводной лодки были врезаны два отсека: 3-й бис и 4-й ракетный.
При переоборудовании была оснащена ракетным комплексом Д-5 с ракетами Р-27К (4К-18, SS-NX-13), предназначенными для поражения надводных кораблей. Первоначально планировалась установка шести ракет, однако в связи с ограничениями, чтобы не размещать два комплекта управляющей аппаратуры, ограничились четырьмя ракетами. Также была установлена аппаратура приёма целеуказания «Касатка».
В сентябре 1970 года спущена на воду. Осенью и зимой того же года были проведены швартовые и ходовые испытания.
Переоборудование корабля завершилось к сентябрю 1973 года. Испытания ракеты прошли с 11 сентября 1973 года по 15 августа 1975 года.
Другие корабли проекта 629 под эту ракету не переоборудовались. Ракетным комплексом Д-5 оснащались атомные подводные лодки проекта 667А «Навага» с 16 ракетами Р-27.